# Поспелов, Фёдор Тимофеевич
Фёдор Тимофеевич Поспелов (1759 — после 1824) — русский писатель

, переводчик и издатель; член Российской Академии; коллежский советник.

## Биография
Об его детстве информации практически не сохранилось, да и прочие биографические сведения о нём очень скудны и отрывочны; известно лишь, что Фёдор Поспелов родился в 1759 году и воспитывался в Императорском Московском университете.
В 1781 году стал членом собрания Московских университетских питомцев, затем служил под начальством действительного тайного советника Г. Р. Державина в Петрозаводске, в середине 1780-х годов, в чине губернского секретаря, состоял при Петрозаводском наместнике Т. И. Тутолмине, откуда в 1786 году перешел советником в Санкт-Петербургское губернское правление и имел чин титулярного советника.
В 1792 году служил секретарем в 4-й экспедиции Государственного заемного банка (ранее Дворянский заёмный банк), в котором занимал некую должность ещё в 1789 году; в 1820 году, в чине коллежского советника, был заседателем от дворянства в Санкт-Петербургской Палате уголовного суда, и в 1824 году, в том же чине, жил в Петербурге. 
Сенатор Гавриил Романович Державин покровительственно относился к Ф. Т. Поспелову, с которым был в переписке (в Собрании сочинений Державина, под ред. Я. К. Грота, помещено 11 писем Поспелова к Державину от 1786 и 1789 гг. и 1 письмо Державина к Поспелову, от апреля 1786 года), хлопотал о назначении его директором училищ Тамбовской губернии (1786) и в 1811 году предложил Поспелова к избранию членом Российской Академии; избрание это состоялось 16 декабря 1811 года, по представлении Фёдором Тимофеевичем Поспеловым переводов: 4-х частей «Летописей Тацита», разговора «Об ораторах» и «Жизни Юлия Агриколы».
Помимо названных Поспелов осуществил следующие переводы: «Персидские письма» (сочинение Монтескье, изд. СПб. 1789; с посвящением графу П. В. Завадовскому); «Корнелия Тацита Юлий Агрикола» (с латинского языка, СПб. 1803 г; рецензия — в «Северном вестнике». 1804 г., часть I); «Летописи Корнелия Тацита», (перевод с латинского, 4 ч., СПб. 1805—1807 гг.); «Разговор об ораторах, или о причинах испортившегося красноречия» (Корнелия Тацита, с латинского языка, СПб. 1805 г). Кроме того, в 1782 году в журнале студентов ИМУ «Вечерняя заря» Поспелов поместил свою элегию «Не тщетно ты тогда…» (часть II, стр. 303—306) и издал сочинения своей юной родственницы поэтессы Марии Алексеевны Поспеловой.